# Deuillet
Deuillet település Franciaországban, Aisne megyében. Lakosainak száma 202 fő (2022. január 1.). Deuillet Andelain, Beautor, Bertaucourt-Epourdon, Saint-Gobain és Servais községekkel határos.

## Népesség
A település népességének változása:
| Lakosok száma | 100  | 149  | 159  | 196  | 228  | 221  | 216  | 211  | 208  | 202  |
|               | 1968 | 1982 | 1990 | 2006 | 2013 | 2015 | 2017 | 2019 | 2020 | 2022 |